# Eparchie kaliningradská
Eparchie Kaliningrad je eparchie ruské pravoslavné církve nacházející se v Rusku.

## Území a titul biskupa
Zahrnuje polovinu území Kaliningradské oblasti.
Eparchiálnímu biskupovi náleží titul biskup kaliningradský a baltský.

## Historie
V polovině 17. století se na území Pruského vévodství objevila první pravoslavná komunita. Byla vytvořena pravoslavnými kněžími, monachy a laiky, kteří uprchli ze západních ruských zemí Polsko-litevské unie. Druhá polovina téhož století zahrnuje zprávy o aktivitách několika dalších pravoslavných komunit v Königsbergu a dalších místech ve východním Prusku. Pravoslavní věřící a duchovní dostali od místních úřadů právo konat bohoslužby a další obřady. Existuje zmínka o přítomnosti pravoslavného chrámu v Königsbergu v 80. letech 17. století.
Během sedmileté války v lednu 1758 byl Königsberg zábran ruskými vojsky a občané přísahali věrnost carevně Alžbětě Petrovně. Východní Prusko se stalo ruskou generální gubernií. V té době se na území Východního Pruska nacházelo několik pravoslavných chrámů. Na jaře 1762, po uzavření míru Rusko o toto území přišlo a farnosti byly uzavřeny.
Do roku 1945 bylo území současné Kaliningradské oblasti součástí Východního Pruska a patřilo Německu. Po říjnové revoluce se v Königsbergu objevilo několik desítek ruských pravoslavných emigrantů, o které se starali kněží z Berlína a Litvy, ale žádná stálá komunita tu neexistovala.
Dne 25. února 1985 rozhodl městský výkonný výbor města Kaliningrad a rada lidových poslanců o registraci pravoslavné komunity ve městě Kaliningrad a 1. března téhož roku byla registrována výkonným výborem Oblastní rady Kaliningradu. Dne 23. dubna 1985 tato rozhodnutí schválila Rada pro náboženské záležitosti v SSSR. Komunitě byla předána ruina bývalého luteránského kostela na předměstí města, na jehož místě během šesti měsíců vyrostl s úsilím a na náklady obce chrám ve jménu svatého Mikuláše Divotvorce, který se stal součástí smolenské eparchie. Počet pravoslavných komunit v regionu rostl, lidé se scházeli k modlitbě v bývalých tělocvičnách, skladištích a kostelech přeměněných na pravoslavné chrámy.
Roku 1988 byla smolensko-vjazemská eparchie přejmenována na smolensko-kaliningradskou.
Dne 22. února 1993 byl rozhodnutím Svatého synodu zřízen baltský vikariát smolenské eparchie, který zahrnoval farnosti kaliningradské oblasti.
Dne 31. března 2009 byla kvůli výraznému nárůstu počtu farností rozhodnutím Svatého synodu zřízena samostatná kaliningradská eparchie. Svatý synod schválil návrh patriarchy Kirilla aby dočasně řídil eparchii dokud nebude jmenován eparchiální biskup.
Dne 21. října 2016 byla z části území eparchie zřízena nová eparchie čerňachovská. Tato eparchie s eparchií kaliningradskou se staly součástí nově zřízené kaliningradské metropole. 
Prvním eparchiálním biskupem se stal biskup baltský a vikář kaliningradské eparchie Serafim (Melkoňan).

## Seznam biskupů
- 2009–2016 Kirill (Gunďajev), dočasný administrátor, patriarcha moskevský
- od 2016 Serafim (Melkoňan)